# Jicsuang metróvonal (Peking)
A pekingi Jicsuang (Yizhuang) metróvonal (egyszerűsített kínai: 北京地铁亦庄线; pinjin: běijīng dìtiě yìzhuāng xiàn) Szungcsiacsuang (Songjiazhuang) és Cecsü (Ciqu) között közlekedik. 2010. december 28-án indult meg rajta a közlekedés. A Jicsuang (Yizhuang) vonal színe      rózsaszín.

## Üzemidő
| Jicsuang (Yizhuang) vonal indulásai  | Első  | Utolsó |
| ------------------------------------ | ----- | ------ |
| Cecsü (Ciqu) felé                    | 06:00 | 22:45  |
| Szungcsiacsuang (Songjiazhuang) felé | 05:23 | 22:08  |

## Állomáslista
| Jicsuang (Yizhuang) vonal (Songjiazhuang – Ciqu) |                     |                        |
| Állomás (angol név)                              | Állomás (kínai név) | Átszállás              |
|                                                  |                     |                        |
| Songjiazhuang                                    | 宋家庄              | 5-ös vonal 10-es vonal |
| Xiaocun                                          | 肖村                |                        |
| Xiaohongmen                                      | 小红门              |                        |
| Jiugong                                          | 旧宫                |                        |
| Yizhuangqiao                                     | 亦庄桥              |                        |
| Yizhuang Culture Park                            | 亦庄文化园          |                        |
| Wanyuanjie                                       | 万源街              |                        |
| Rongjingdongjie                                  | 荣京东街            |                        |
| Rongchangdongjie                                 | 荣昌东街            |                        |
| Tongjinanlu                                      | 同济南路            |                        |
| Jinghailu                                        | 经海路              |                        |
| Ciqu South                                       | 次渠南              |                        |
| Ciqu                                             | 次渠                | 17-es vonal (2019-től) |
|                                                  |                     |                        |

## Fordítás
- Ez a szócikk részben vagy egészben  a   Yizhuang Line, Beijing Subway című angol Wikipédia-szócikk fordításán alapul.  Az eredeti cikk szerkesztőit annak laptörténete sorolja fel. Ez a jelzés csupán a megfogalmazás eredetét és a szerzői jogokat jelzi, nem szolgál a cikkben szereplő információk forrásmegjelöléseként.
- Ez a szócikk részben vagy egészben  a(z)   北京地铁亦庄线 című kínai Wikipédia-szócikk fordításán alapul.  Az eredeti cikk szerkesztőit annak laptörténete sorolja fel. Ez a jelzés csupán a megfogalmazás eredetét és a szerzői jogokat jelzi, nem szolgál a cikkben szereplő információk forrásmegjelöléseként.